# Teresa Andersen
Pour les articles homonymes, voir Andersen.
Teresa Andersen, née en 1953 à Santa Clara en Californie, est une nageuse synchronisée américaine. Lors des premiers championnats du monde de natation en 1973, elle est sacrée championne du monde dans les trois catégorie solo, duo et ballet.
Elle a pris sa retraite après avoir tout remporté à Belgrade et a ensuite été entraîneuse de l'équipe nationale ouest-allemande en 1974, puis est devenue entraîneuse en Afrique du Sud (1976, 1979).
Elle est introduite membre de l'International Swimming Hall of Fame en 1986.